# Sichote-Aliń
Sichote-Aliń (ros. Сихотэ́-Али́нь) – góry fałdowe we wschodniej części Rosji. Rozciągają się pomiędzy brzegiem Morza Japońskiego oraz dolnego Ussuri i Amuru. Długość 1200 km, szerokość do 250 km, maksymalna wysokość – 2077 m n.p.m. (Tardoki Jani).

Środkową część gór zajmuje Sichotealiński Rezerwat Biosfery, a południową (Góry Przewalskiego) Rezerwat Ussuryjski i Rezerwat przyrody „Łazowskij”. Na północno-wschodnich zboczach znajduje się Rezerwat przyrody „Botczinskij”.

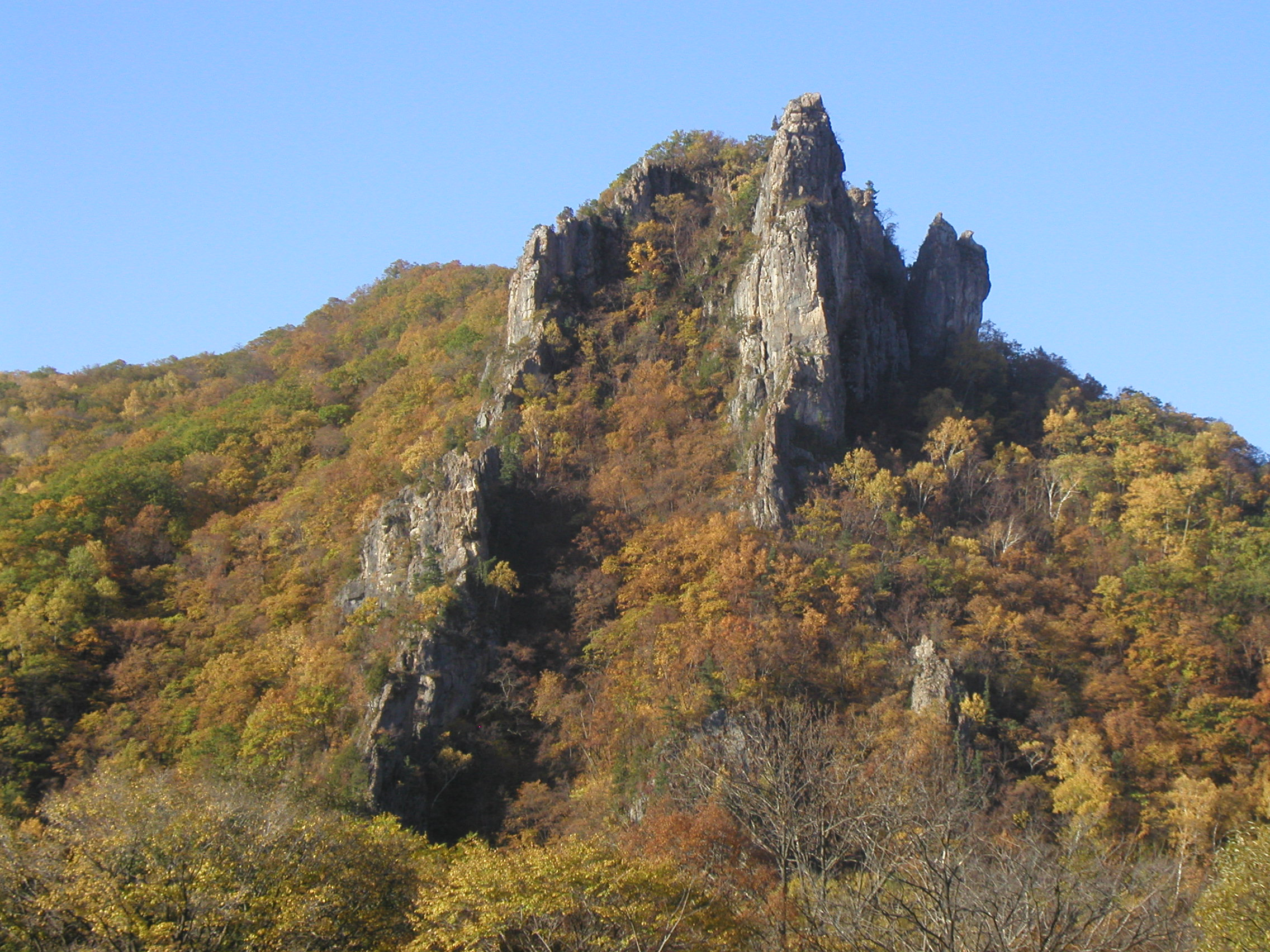
Jeden ze szczytów pasma

## Geologia
Powstałe w orogenezie pacyficznej, w okresie kredy i jury. Zbudowane są ze skał osadowych (piaskowce, łupki) i magmowych (granity, bazalty). Składają się z szeregu równoległych do wybrzeża Morza Japońskiego pasm górskich rozdzielonych głębokimi dolinami o zrównanych wierzchowinach. Na północy ślady dawnego zlodowacenia plejstoceńskiego. Części szczytowe płaskie i nagie.
W 1947 roku w górach Sichote-Aliń miał miejsce deszcz meteorytów, który pozostawił 122 niewielkie kratery uderzeniowe oraz co najmniej 27 ton fragmentów meteorytu, nazwanego od miejsca znalezienia Sikhote-Alin.
Na początku XX wieku prowadził tu badania geologiczne profesor Emil Dunikowski. Opisywał je także Władimir Arsienjew, m.in. w książce Dersu Uzała.

## Geografia
Klimat umiarkowany chłodny (mroźne zimy) o cechach monsunowych we wschodniej części. Zbocza porośnięte lasami iglastymi (na północy) i mieszanymi (na południu). Gęsta sieć rzeczna. Występują złoża węgla kamiennego i brunatnego, cynku, ołowiu, cyny i złota.
Góry Sichote-Aliń są jednym z najsłabiej zaludnionych obszarów w Rosji, przeważnie poniżej 1 mieszkańca na km².